# Hyperpop
El hyperpop es un subgénero de la música pop experimental que originó predominantemente del Reino Unido durante la década de 2010, caracterizada por su maximalista uso de elementos electrónicos usados para generar cambios extremos al sonido original.Los artistas dentro del microgénero típicamente integran sensibilidades de pop y avant-garde además de tomar inspiración de elementos normalmente encontrados en música electrónica y de hip-hop. 

## Historia
Los productores de PC Music Sophie y A. G. Cook son ampliamente reconocidos como los iniciadores del subgénero. Artistas como Charli XCX, 100 Gecs, Dorian Electra, Danny L Harle, Slayyyter, Kim Petras y Hannah Diamond ayudaron a popularizarlo hasta alcanzar su pico de popularidad a finales de la década de los 2010.
La definición de hyperpop ha sido con frecuencia objeto de debate, ya que el género a menudo no tiene unos límites musicales claros. Kieran Press-Reynolds de Complex señaló que el hyperpop «se ha convertido en una especie de término paraguas para el pop electrónico rápido y experimental». Según el crítico de Pitchfork Chai Ravens, el hyperpop está influenciado principalmente por el sonido del sello discográfico PC Music e incluye «personajes de neón como, Dorian Electra y 100 Gecs». Otros comentaristas han señalado la dificultad de considerarlo un género musical propiamente dicho El grupo 100 Gecs aseguraron que el género estaba está en «infancia» y que siguen escribiendo las reglas de como suena.
El microgénero ha visto un ascenso de popularidad desde 2020 con la prominencia del playlist de Spotify y su alcance llegando a plataformas como Tik-Tok. 
Entre las obras con mayor impacto en el género se encuentran Vroom Vroom (2016) y Pop 2 (2017) de Charli XCX y Oil of Every Pearl's Un-Insides de Sophie (2018) que a pesar de ser un álbum de bubblegum bass es considerado hyperpop por sus fanáticos. En un segundo momento, ya en el pico de popularidad del mismo, destacaron 1000 Gecs (2019) de  100 Gecs y How I'm Feeling Now, de Charli XCX (2020).

## Características
Según Ilana Slavit de Daily Emerald, el género se caracteriza por riffs rápidos con voces agudas cargadas de auto-tune contrarrestadas por un bajo que llega a ser más fuerte y bajo que los de una pista de EDM, en el cual solo una canción puede incluir elementos de género tan diversos como el R&B, indie pop, hip hop, bubblegum pop y el EDM.La influencia de emo, lo-fi, trance, dubstep y y chiptune están evidentes en el hyperpop, además de cualidades más surrealistas cogidas del hip-hop de la década de 2010. El hyperpop ha tenido influencia en géneros como el hip hop, el trap y el R&B por medio de artistas como Rico Nasty, Kilo Kish o Ecco2K.
El hyperpop está estrechamente vinculado a las comunidades online LGTBQ+ y la estética queer, y varios de sus fundadores y principales representantes son personas no binarias, trans o gay.

## En España
En España, el género ha tenido cierto seguimiento, con Putochinomaricón, Rakky Ripper y eurosanto entre sus principales exponentes. En 2021, la canción "FVN!» de LVL1 se convirtió en un viral internacional a través de la plataforma de vídeos TikTok. En los últimos años, ha surgido una vertiente del género más vinculada a la escena trap, que hace uso frecuente de la distorsión vocal y se distancia de los orígenes queer del movimiento.